# Sylvain Azougoui
Sylvain Azougoui (Lomé - algumas fontes citam Porto-Novo - , 12 de outubro de 1983 - Bongoville, 20 de abril de 2014) foi um futebolista togolês radicado no Benim. Ele atuava como goleiro.

## Carreira
Sem ter jogado em clubes do seu país natal, Azougoui fez sua estreia no futebol em 2003, no Racing Club de Masuku, permanecendo mesmo após o clube trocar o nome para AC Bongoville em 2008.

## Morte
Em 20 de abril de 2014, AC Bongoville e Cercle Mbéri Sportif disputavam uma partida pela primeira divisão do Campeonato Gabonês de Futebol quando o goleiro deu rebote em um chute e, ao tentar evitar o rebote, levou um pisão de um atacante do Sportif, que não fora intencional. Levado para um hospital de Bongoville, não resistiu e morreu antes de chegar ao local. Azougoui tinha trinta anos de idade.